# Sloboda, Jmerînka
Sloboda (în ucraineană Слобода) este un sat în comuna Poceapînți din raionul Jmerînka, regiunea Vinnița, Ucraina.

## Demografie
Componența lingvistică a localității Sloboda
     Ucraineană (98,25%)
     Rusă (1,75%)
Conform recensământului din 2001, majoritatea populației localității Sloboda era vorbitoare de ucraineană (98,25%), existând în minoritate și vorbitori de rusă (1,75%).